# Jean Claveret
Jean Claveret (* um 1600 in Orléans; † 1666 in Paris) war ein französischer Dramatiker und Übersetzer.

## Leben und Werk
Jean Claveret kam als Rechtsanwalt nach Paris, schrieb Theaterstücke und übersetzte aus dem Latein. Die 1629 uraufgeführte Komödie L’Esprit fort (deutsch etwa: Der Angeber) war sein größter Erfolg (1997 neu herausgegeben). Die Stücke La Visite différée, Les Eaux des Forges und La Place Royale gingen verloren. Zwei weitere sind erhalten, eine 1639 gedruckte Tragödie und eine 1665 gedruckte Komödie.
Claveret spielte eine Rolle in der Querelle du Cid, in der er Corneille Plagiat vorwarf.
Claveret übersetzte aus dem Latein Valerius Maximus, Cornelius Nepos sowie von Cicero De amicitia und Cato maior de senectute.

## Werke (Auswahl)

### Theater
- L’esprit fort. Comédie. F. Targa, Paris 1637. (Erstaufführung 1629)
  - (Hrsg. Colette Scherer). Droz, Genf 1997, 2018.
- Le ravissement de Proserpine. Tragédie. A. de Sommaville, Paris 1639.
- L’écuyer, ou Les faux nobles mis au billon. Comédie du temps dédiée aux vrais nobles de France par le sieur de Claveret. 1665

### Übersetzer
- Dialogues de la Vieillesse et de l’Amitié, traduits du latin de Cicéron par le sieur de Claveret. Nouvelle édition. Vve J. Camusat et P. Le Petit, 1646, 1651.
- Valère Maxime, traduit en françois par le Sr de Claveret. Vve J. Camusat et P. le Petit, 1647, 1656.
- Les Vies des plus illustres généraux d’armée grecs et romains, traduites du latin de Cornélius Népos, par le Sr de Claveret. P. Bienfait, 1663.

### Querelle du Cid
- Lettre du Sr Claveret au Sr Corneille, soy disant autheur du Cid.  Paris 1637.